# Castellarano
Castellarano (emilián nyelven Castlarân) település Olaszországban, Emilia-Romagna régióban, Reggio Emilia megyében. Lakosainak száma 15 246 fő (2023. január 1.). Castellarano Baiso, Casalgrande, Prignano sulla Secchia, Sassuolo, Scandiano és Viano községekkel határos.

## Népesség
A település lakossága az elmúlt években az alábbi módon változott:
| Lakosok száma | 15 271 | 15 326 | 15 246 |
|               | 2017   | 2018   | 2023   |